# Rafał Buszek
Rafał Buszek (Dębica, 28 de abril de 1987) es un jugador profesional de voleibol polaco, juego de posición punta-receptor.

## Palmarés

### Clubes
Campeonato de Polonia:
- 2013, 2015, 2016, 2017
- 2018
- 2011

Liga de Campeones:
- 2015

Copa de Polonia:
- 2017

### Selección nacional
Campeonato Mundial:
- 2014[2]

Copa Mundial:
- 2015